# Carta Paralímpica
A Carta Paralímpica é um conjunto de regras e guias para a organização dos Jogos Paralímpicos. Ela estabelece a constituição do Comitê Paralímpico Internacional e de outros membros do movimento paralímpico, incluindo comitês paralímpicos nacionais e outros órgãos esportivos.
A Carta Paralímpica é paralela à Carta Olímpica.
Comentaristas acadêmicos notaram que os objetivos do movimento paralímpico expressos na Carta e em outras documentações importantes são "vagos" e não necessariamente separados dos da Carta Olímpica como seria desejável.